# Thurber Prize for American Humor
El Thurber Prize for American Humor (Premio Thurber de Humor Estadounidense), llamado en honor al humorista estadounidense James Thurber, reconoce contribuciones al campo de la escritura humorística. La Thurber House galardona el premio el cual era otorgado irregularmente al principio, pero ha sido galardonado anualmente desde 2004. En 2015, las finalistas fueron, por primera vez, todas mujeres. Los ganadores del Premio Thurber han incluido a los presentadores de The Daily Show Jon Stewart y Trevor Noah, redactores de The New Yorker Calvin Trillin y Ian Frazier, además de los profesores universitarios Julie Schumacher y Harrison Scott Key.

## Premiados
| Año  | Autor                                                                       | Título                                                                                        | Resultado      | Referencia           |
| ---- | --------------------------------------------------------------------------- | --------------------------------------------------------------------------------------------- | -------------- | -------------------- |
| 1997 | Ian Frazier                                                                 | Coyote v. Acme                                                                                | Ganador        | [ 4 ]                |
| 1997 | Al Franken                                                                  | Rush Limbaugh Is a Big Fat Idiot and Other Observations                                       | Finalista      |                      |
| 1997 | David Sedaris                                                               | Naked                                                                                         | Finalista      |                      |
| 1999 | Redactores de The Onion                                                     | Our Dumb Century                                                                              | Ganadores      |                      |
| 2001 | David Sedaris                                                               | Me Talk Pretty One Day                                                                        | Ganador        | [ 5 ]                |
| 2001 | Henry Alford                                                                | Big Kiss                                                                                      | Honor especial |                      |
| 2001 | Andy Borowitz                                                               | The Trillionaire Next Door                                                                    | Finalista      |                      |
| 2001 | Bill Bryson                                                                 | In a Sunburned Country                                                                        | Finalista      |                      |
| 2001 | Brett Leveridge                                                             | Men My Mother Dated                                                                           | Finalista      |                      |
| 2001 | Jim Mullen                                                                  | It Takes a Village Idiot                                                                      | Finalista      |                      |
| 2004 | Christopher Buckley                                                         | No Way to Treat a First Lady                                                                  | Ganador        | [ 6 ]                |
| 2004 | Robert Kaplow                                                               | Me and Orson Welles                                                                           | Finalista      |                      |
| 2004 | Dan Zevin                                                                   | The Day I Turned Uncool                                                                       | Finalista      |                      |
| 2005 | Jon Stewart, Ben Karlin, David Javerbaum y los redactores de The Daily Show | America (The Book)                                                                            | Ganadores      | [ 7 ]                |
| 2005 | Andy Borowitz                                                               | The Borowitz Report: The Big Book of Shockers                                                 | Finalista      |                      |
| 2005 | Firoozeh Dumas                                                              | Funny in Farsi                                                                                | Finalista      |                      |
| 2006 | Alan Zweibel                                                                | The Other Shulman                                                                             | Ganador        | [ 8 ]                |
| 2006 | Kinky Friedman                                                              | Texas Hold 'Em: How I Was Born in a Manger, Died in the Saddle, and Came Back as a Horny Toad | Finalista      |                      |
| 2006 | Bill Scheft                                                                 | Time Won't Let Me                                                                             | Finalista      |                      |
| 2007 | Joe Keenan                                                                  | My Lucky Star                                                                                 | Ganador        | [ 9 ] [ 10 ] [ 11 ]  |
| 2007 | Merrill Markoe                                                              | Walking In Circles Before Lying Down                                                          | Finalista      |                      |
| 2007 | Bob Newhart                                                                 | I Shouldn't Even Be Doing This! And Other Things That Strike Me As Funny                      | Finalista      |                      |
| 2008 | Larry Doyle                                                                 | I Love You, Beth Cooper                                                                       | Ganador        | [ 12 ]               |
| 2008 | Patricia Marx                                                               | Him Her Him Again The End of Him                                                              | Finalista      | [ 13 ] [ 14 ]        |
| 2008 | Simon Rich                                                                  | Ant Farm: And Other Desperate Situations                                                      | Finalista      | [ 13 ] [ 14 ]        |
| 2009 | Ian Frazier                                                                 | Lamentations of the Father                                                                    | Ganador        | [ 15 ]               |
| 2009 | Sloane Crosley                                                              | I Was Told There'd Be Cake                                                                    | Finalista      | [ 4 ] [ 16 ]         |
| 2009 | Don Lee                                                                     | Wrack and Ruin                                                                                | Finalista      | [ 4 ] [ 16 ]         |
| 2009 | Laurie Notaro                                                               | The Idiot Girl and the Flaming Tantrum of Death                                               | Finalista      |                      |
| 2010 | Steve Hely                                                                  | How I Became a Famous Novelist                                                                | Ganador        | [ 17 ]               |
| 2010 | Jancee Dunn                                                                 | Why Is My Mother Getting a Tattoo?                                                            | Finalista      | [ 18 ]               |
| 2010 | Rhoda Janzen                                                                | Mennonite in a Little Black Dress                                                             | Finalista      | [ 18 ]               |
| 2011 | David Rakoff                                                                | Half Empty                                                                                    | Ganador        | [ 19 ] [ 20 ]        |
| 2011 | Mike Birbiglia                                                              | Sleepwalk With Me and Other Painfully True Stories                                            | Finalista      | [ 21 ]               |
| 2011 | Rick Reilly                                                                 | Sports from Hell                                                                              | Finalista      | [ 21 ]               |
| 2012 | Calvin Trillin                                                              | Quite Enough of Calvin Trillin: Forty Years of Funny Stuff                                    | Ganador        | [ 22 ] [ 23 ]        |
| 2012 | Nate DiMeo                                                                  | Pawnee: The Greatest Town in America                                                          | Finalista      | [ 24 ] [ 25 ]        |
| 2012 | Patricia Marx                                                               | Starting from Happy                                                                           | Finalista      | [ 24 ] [ 25 ]        |
| 2013 | Dan Zevin                                                                   | Dan Gets a Minivan                                                                            | Ganador        | [ 26 ]               |
| 2013 | Shalom Auslander                                                            | Hope: A Tragedy                                                                               | Finalista      | [ 27 ]               |
| 2013 | Dave Barry y Alan Zweibel                                                   | Lunatics                                                                                      | Finalista      | [ 27 ]               |
| 2014 | John Kenney                                                                 | Truth in Advertising                                                                          | Ganador        | [ 28 ]               |
| 2014 | Liza Donnelly                                                               | Women on Men                                                                                  | Finalista      | [ 29 ] [ 30 ]        |
| 2014 | Bruce McCall y David Letterman                                              | This Land Was Made for You and Me (But Mostly Me)                                             | Finalista      | [ 29 ] [ 30 ]        |
| 2015 | Julie Schumacher                                                            | Dear Committee Members                                                                        | Ganadora       | [ 31 ] [ 32 ] [ 33 ] |
| 2015 | Roz Chast                                                                   | Can't We Talk About Something More Pleasant?                                                  | Finalista      | [ 34 ] [ 35 ]        |
| 2015 | Anabelle Gurwitch                                                           | I See You Made an Effort: Compliments, Indignities, and Survival Stories from the Edge of 50  | Finalista      | [ 34 ] [ 35 ]        |
| 2016 | Harrison Scott Key                                                          | The World's Largest Man                                                                       | Ganador        | [ 36 ] [ 37 ]        |
| 2016 | Jason Gay                                                                   | Little Victories                                                                              | Finalista      | [ 38 ]               |
| 2016 | Mary Norris                                                                 | Between You & Me: Confessions of a Comma Queen                                                | Finalista      | [ 38 ]               |
| 2017 | Trevor Noah                                                                 | Born a Crime                                                                                  | Ganador        | [ 39 ] [ 40 ]        |
| 2017 | Ken Pisani                                                                  | Amp'd                                                                                         | Finalista      | [ 41 ] [ 42 ]        |
| 2017 | Aaron Thier                                                                 | Mr. Eternity                                                                                  | Finalista      | [ 41 ] [ 42 ]        |
| 2018 | Patricia Lockwood                                                           | Priestdaddy                                                                                   | Ganadora       | [ 43 ]               |
| 2018 | Jenny Allen                                                                 | Would Everybody Please Stop?                                                                  | Finalista      | [ 44 ] [ 45 ]        |
| 2018 | John Hodgman                                                                | Vacationland: True Stories from Painful Beaches                                               | Finalista      | [ 44 ] [ 45 ]        |
| 2019 | Simon Rich                                                                  | Hits and Misses                                                                               | Ganador        | [ 46 ]               |
| 2019 | Sloane Crosley                                                              | Look Alive Out There                                                                          | Finalista      |                      |
| 2019 | John Kenney                                                                 | Love Poems for Married People                                                                 | Finalista      |                      |
| 2020 | Damon Young                                                                 | What Doesn't Kill You Makes You Blacker                                                       | Ganador        | [ 47 ] [ 48 ]        |
| 2020 | Dave Barry                                                                  | Lessons from Lucy                                                                             | Finalista      | [ 49 ]               |
| 2020 | Kira Jane Buxton                                                            | Hollow Kingdom                                                                                | Finalista      | [ 49 ]               |
| 2021 | James McBride                                                               | Deacon King Kong                                                                              | Ganador        | [ 50 ]               |
| 2021 | Mike Birbiglia                                                              | The New One: Painfully True Stories from a Reluctant Dad                                      | Finalista      | [ 51 ]               |
| 2021 | Alexandra Petri                                                             | Nothing Is Wrong and Here Is Why                                                              | Finalista      | [ 51 ]               |
| 2022 | Steven Rowley                                                               | The Guncle                                                                                    | Ganador        | [ 52 ]               |
| 2022 | Annabelle Gurwitch                                                          | You're Leaving When? Adventures in Downward Mobility                                          | Finalista      |                      |
| 2022 | Danielle Henderson                                                          | The Ugly Cry                                                                                  | Finalista      |                      |
| 2023 | S.E Boyd                                                                    | The Lemon                                                                                     | Ganador        | [ 3 ]                |
| 2023 | Elaine Hsieh Chou                                                           | Disorientation                                                                                | Finalista      |                      |
| 2023 | Elinor Lipman                                                               | Ms. Demeanor                                                                                  | Finalista      |                      |
| 2024 | Alexandra Petri                                                             | Alexandra Petri's US History                                                                  | Ganadora       | [ 53 ]               |
| 2024 | Jason Roeder                                                                | Griefstrike!                                                                                  | Finalista      | [ 54 ]               |
| 2024 | Jaen Roper                                                                  | The Society of Shame                                                                          | Finalista      | [ 54 ]               |